# غردينية شلشترية
غردينية شلشترية (الاسم العلمي:Gardenia schlechteri) هي نوع من النباتات يتبع جنس غردينية من الفصيلة الفوية.